# 星ヶ岡茶寮
星ヶ岡茶寮（ほしがおかさりょう・星岡茶寮）とは、東京都千代田区永田町2丁目(当時は東京市麹町区）および、大阪府豊中市曽根にあった、北大路魯山人にゆかりのある料亭である。

## 東京

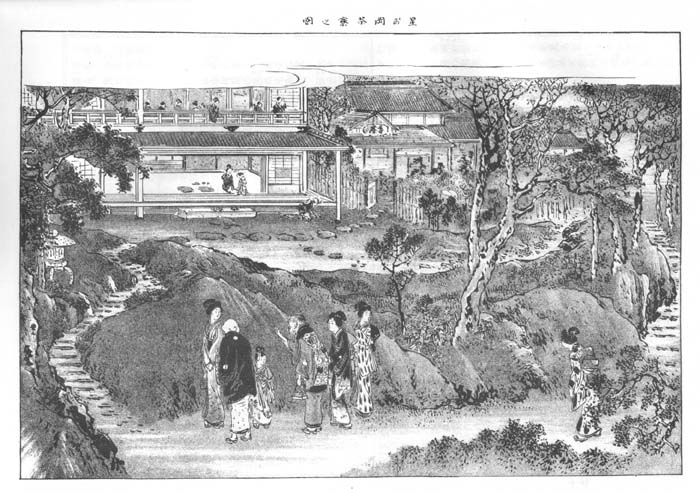
明治時代の東京星ヶ岡茶寮

茶寮のあった土地は元々日枝神社の境内に属した小高い丘にあり、夜には星がよく見えたことから「星ヶ岡」と呼ばれていた。ところが、明治維新による江戸から東京への変化の中で周辺の住民構成が大きく変わり、氏子が減少した日枝神社は社域を維持することが出来なくなり、境内の一部を東京府に寄付することとした。東京府は1881年（明治14年）ここに麹町公園を設置して東京市民の憩いの場として提供することとした。
ところが、この地を訪れた三野村利助・奥八郎兵衛・小野善右衛門らは、公園の一部が非常に風光明媚な場所であるとして、この地に茶寮を開いて要人達の会合の場とすることを岩倉具視らに提議した。1881年（明治14年）6月14日に三野村・奥らは「星岡茶寮」を設立して、当時としては大金であった1万円の工事費をかけて茶寮を建設、翌1884年（明治17年）6月17日に開寮式を開いた。当時を代表する茶人であった松田道貞をここに招聘して華族や政官財の要人に茶道を教授させ、あるいは茶会を開いたり、古式の食事を供するなど、上級階級の社交場としての体裁を整えた。
大正に経営不振に陥った後、関東大震災後に当時美食家として知られていた北大路魯山人と便利堂の中村竹四郎に貸し出された。奉加帳の最初の署名を徳川家16代当主で貴族院議長の徳川家達にするなどして資金を集め、中村が社長、魯山人が顧問となって、1925年（大正14年）3月20日に彼らが主宰する美食倶楽部の会員制料亭となった。ステータスのある料亭として政財界で人気を集めたが、魯山人の横暴さや出費の多さが問題になり、1936年（昭和11年）、中村は魯山人を解雇する。1945年（昭和20年）には空襲によって焼失した。
更に戦後の混乱から中村の手から離れた茶寮は転々とした後、東急グループの五島慶太の所有地となり、1956年（昭和31年）に中国料理店「星ヶ岡茶寮」を開業した。後にこれを廃して1963年（昭和38年）に新たに東京ヒルトンホテル（後のキャピトル東急ホテル）をオープンさせた。なお、同ホテルも平成に入ってからは老朽化が目立ち、2006年（平成18年）に閉館し取り壊された。現在は跡地に東急キャピトルタワーが建設され、タワー内でザ・キャピトルホテル 東急が営業している。「星ヶ岡」の名は同ホテル内で営業している中国料理レストランに引き継がれている。

## 大阪
大阪星ヶ岡茶寮は、大阪府豊中市にある現在の阪急宝塚線曽根駅東側のロータリー付近に大正のはじめに建てられた、中豊島村の地主であり、日本綿花社長などを務め関西財界に重きをなした志方勢七の邸宅「衆楽園」を改装して、1935年（昭和10年）10月10日に開設された。1945年（昭和20年）6月15日に空襲で焼失したが、復興後昭和40年代半ばまで営業を続けた。

## 創業者
- 三野村利助（1843－1901 ） ‐ 三野村利左衛門の婿養子[5]
- 奥八郎兵衛 ‐ 奥八兵衛の子孫
- 小野善右衛門（1826－1900） ‐ 小野組大番頭

## 関連人物・項目
- 高村弘平
- 武山一太（たけやま かずた）- 魯山人時代の星岡における二代目料理主任。星岡の分店として銀座に出店した「銀茶寮」の料理主任も務めた。
- 松浦冲太（まつうら おきた）- 魯山人時代の三代目料理主任。武山に代わって魯山人が追放されるまで星岡の料理を誂えた。
- 千疋屋 - 星岡における果物の仕入れ先